# Дятловщина
Дятловщина (біл. вёска Дзятлаўшчына) — село у складі Мядельського району Мінської області, Білорусь. Село підпорядковане Княгининській сільській раді, розташоване в північній частині області.